# Rhodomyrtus guymeriana
Rhodomyrtus guymeriana är en myrtenväxtart som beskrevs av Neil Snow och J.P.Atwood. Rhodomyrtus guymeriana ingår i släktet Rhodomyrtus och familjen myrtenväxter.
Artens utbredningsområde är Papua Nya Guinea. Inga underarter finns listade i Catalogue of Life.